# Edzard Tjarda van Starkenborgh Stachouwer
Pour l’article ayant un titre homophone, voir Tjaarda.
Edzard Tjarda van Starkenborgh Stachouwer, né à Maarsseveen le 21 février 1859 et mort à La Haye le 18 janvier 1936 était un homme politique néerlandais.
Fils d'un notaire, il a exercé ce métier jusqu'en 1900, à sa nomination comme maire de la ville de Groningue. En 1910, il fut élu membre du Sénat. En 1917 il abandonna ce mandat et sa fonction de maire de Groningue au profit de la fonction de Commissaire de la Reine de la province de Groningue. En 1925, son fils Alidius. Edzard était un cousin de Jan Kappeyne van de Coppello, leader du parti libéraux et président du Conseil néerlandais.
En 1938, on a donné son nom au Canal Van Starkenborgh qui relie la ville de Groningue à la Frise.

## Source
- (nl) Cet article est partiellement ou en totalité issu de l’article de Wikipédia en néerlandais intitulé « Edzard Tjarda van Starkenborgh Stachouwer (1859-1936) » (voir la liste des auteurs).